# World Future Energy Summit

Le Sommet mondial des énergies de l'avenir (anglais : World Future Energy Summit), est un ensemble de réunions, de présentations et de discussions entre différents pays, entreprises, organisations gouvernementales et non gouvernementales, experts et scientifiques sur les questions liées aux nouvelles énergies, à leur développement et aux avancées faites dans ce domaine. Ce sommet se tient chaque année depuis 2008 en janvier à Abou Dabi, la capitale des Émirats arabes unis au Abu Dhabi International Exhibition Centre ; la prochaine édition aura pour hôte les acteurs de la construction de l'écoville de Masdar.

## Édition 2011
L'édition 2011 a réuni 137 pays dont 35 ayant envoyé une délégation officielle, 3600 chefs d'entreprise, 160 experts, 600 expositions et plus de 26 000 visiteurs.
Différents forums ont réuni les chefs d’État, ministres de l'énergie, les industriels et les experts de pays développés et en développement sur différents sujets tels que les facteurs et les obstacles liés à la croissance de l'industrie des énergies renouvelables, les avancées technologiques dans le domaine ou encore les financement de projets sur l'énergie solaire, l'énergie éolienne, les biocarburants, les villes vertes, le stockage et la diffusion ou encore les politiques et stratégies futures liées à l’énergie.
Le sommet a acquis un statut de renommée internationale sur les énergies propres et renouvelables, montrant ainsi l'intérêt croissant des Émirats arabes unis pour ces énergies et l'intérêt écolo-industriel des pays et grandes entreprises du secteur énergétique.

## Répercussions internationales
Le sommet réunit non seulement des experts des différents domaines (ingénieurs, chercheurs, scientifiques, sociétés spécialisées, multinationales, représentants des agences gouvernementales de recherche…), mais également des industriels et des représentants politiques et institutionnels ce qui en fait un sommet à la fois environnemental et commercial.
Certains États développés, et d'autres soucieux de préserver leur environnement cherchent en effet à répondre aux objectifs du protocole de Kyōto et de la conférence de Copenhague de 2009, et travaillent sur des solutions globales pour réduire leur empreinte écologique, notamment au travers des énergies propres, renouvelables et qui n'émettent pas dioxyde de carbone (nucléaire). 
Les entreprises présentent également leurs produits, leurs technologies et leurs solutions pour assurer l’avenir énergétique planétaire par des solutions écologiques.
Le sommet fait l’objet d'un important suivi médiatique, de nombreux journalistes internationaux sont invités et font écho des contrats passés, et des avancées présentées. Les entreprises du monde entier proposent ainsi leur savoir-faire, c'est le cas de Total, de Schneider Electric, de Mitsubishi Heavy Industries ou encore de BASF, qui investissent et développent des partenariats autour du projet d'éco-ville de Masdar.